# ریدیوهد برای هائیتی
ردیوهد برای هائیتی (به انگلیسی: Radiohead for Haiti) ویدئو کنسرت زنده‌ای از کنسرت ردیوهد در آمریکا، هالیوود، تالار هنری فوندا است که در ژانویه ۲۰۱۰ اجرا شد. تصاویر توسط چهارده نفر از حاضران در کنسرت تهیه شدند. نسخه کامل در سایت یوتیوب بارگذاری شد. گروه از این ویدئو حمایت کرد.

## لیست اجرا
1. Faust Arp
2. Fake Plastic Trees
3. Weird Fishes/Arpeggi
4. The National Anthem
5. Nude (song)|Nude
6. Karma Police
7. Kid A
8. Morning Bell
9. How To Disappear Completely
10. A Wolf At The Door
11. The Bends
12. Reckoner
13. Lucky
14. Bodysnatchers (song)|Bodysnatchers
15. Dollars And Cents
16. Airbag
17. Exit Music (For a Film)
18. Everything in Its Right Place
19. You and Whose Army?
20. Pyramid Song
21. All I Need
22. Lotus Flower (song)|Lotus Flower
23. Paranoid Android
24. Street Spirit (Fade Out)